# 833
833 је била проста година.

## Догађаји
- Википедија:Непознат датум — Владавина династије Абасида у Багдаду.

- Византијско-арапски рат: Цар Теофило потписује примирје са Абасидским калифатом. Нуди калифу Ел-Мамуну 100.000 златних динара, у замену за 7.000 византијских заробљеника.
- Јун – Лотар I, најстарији син цара Луја Побожног, придружио се побуни своје браће Пипина I и Луја Немачког, уз помоћ надбискупа Еба. Луј је приморан да абдицира, на равницама Ротфилда (близу Колмара).
- Мојмир I, моравски војвода, протерује кнеза Прибину из његове домовине (западни део модерне Словачке). Уједињује Велику Моравску и постаје први познати владар моравских Словена, који оснива династију Мојмир.
- Галиндо Азнарез I, франачки гроф, узурпира каталонске жупаније Паларс и Рибагорза, у Шпанској теми (модерна Шпанија), тампон зони између Пиринеја и реке Ебро.
- 7. август – Калиф Ел-Мамун умире након 20-годишње владавине. Два дана касније га наследи полубрат Ел-Мутасим као владар Абасидског калифата.
- Ибн Хишам, муслимански историчар, сакупља усмена предања која чине основу за биографију исламског пророка Мухамеда.
- Цар Џуна абдицира након 10-годишње владавине. Наследио га је његов нећак Нимјо, као 54. цар Јапана.